# Подвійне життя родини Уйсал
«Подвійне життя родини Уйсал» (тур. Uysallar) — це турецький інтернет-серіал 2022 року від Netflix у жанрі комедії та драми створений компанією Ay Yapım. В головних ролях — Онер Еркан, Халук Більгінер, Уур Юджел, Сонгюль Оден.
Перший сезон вийшов 30 березня 2022 року.
Серіал має 1 сезон. Завершився 8-м епізодом, який вийшов у ефір 30 березня 2022 року.
Режисер серіалу — Онур Сайлак.
Сценарист серіалу — Хакан Гюндай.

## Сюжет
Охоплений імлою кризи середнього віку, архітектор стає шанувальником панк-року й починає вести подвійне життя, а члени його родини переживають власні життєві кризи.

## Актори та ролі
| Актор            | Роль         |
| ---------------- | ------------ |
| Онер Еркан       | Октай Уйсал  |
| Халук Більгінер  | Берхудар     |
| Уур Юджел        | Олджай Уйсал |
| Сонгюль Оден     | Ніл Уйсал    |
| Ібрагім Селім    | Мерт         |
| Незакет Ерден    | Ягмур        |
| Серкан Алтунорак | Суат Уйсал   |

## Сезони
| Сезон | Епізоди | Епізоди | Оригінальний показ | Оригінальний показ | Оригінальний показ |
| Сезон | Епізоди | Епізоди | Перший показ       | Останній показ     | Мережа             |
| ----- | ------- | ------- | ------------------ | ------------------ | ------------------ |
| 1     | 8       | 8       | 30 березня 2022    | 30 березня 2022    | Netflix            |

## Список серій

### Сезон 1 (2022)
| № | # | Назва                 | Режисер     | Сценарист    | Перший ефір у США |
| --- | - | --------------------- | ----------- | ------------ | ----------------- |
| 1 | 1 | «Епізод 1» «1. bölüm» | Онур Сайлак | Хакан Гюндай | 30 березня 2022   |
| Після невдалої спроби втекти від сім’ї Октай відроджує свого внутрішнього панк-рокера. Його дружина Ніл шукає адміністративну роботу.                                     |   |                       |             |              |                   |
| 2 | 2 | «Епізод 2» «2. bölüm» | Онур Сайлак | Хакан Гюндай | 30 березня 2022   |
| Октаю набридли дивні вимоги Берхудара, тож він виражає свої почуття в графіті. На телебаченні експерти дискутують, чи це туман огорнув місто, чи смог. Олджай має секрет. |   |                       |             |              |                   |
| 3 | 3 | «Епізод 3» «3. bölüm» | Онур Сайлак | Хакан Гюндай | 30 березня 2022   |
| Між Еґе й Октаєм виникає непорозуміння через лист. Едже розпитує Олджая про життя до інтернету. Ніл заводить дружбу з працівницею корпорації. Октай знаходить однодумців. |   |                       |             |              |                   |
| 4 | 4 | «Епізод 4» «4. bölüm» | Онур Сайлак | Хакан Гюндай | 30 березня 2022   |
| Прірва між Октаєм і Ніл усе росте, а вони насолоджуються своїми новими ролями в житті. Брехню Ніл можуть викрити. Софія відхиляє пропозицію Олджая.                       |   |                       |             |              |                   |
| 5 | 5 | «Епізод 5» «5. bölüm» | Онур Сайлак | Хакан Гюндай | 30 березня 2022   |
| Софія змушує Олджая замислитися, яким він був батьком. Ніл заглядає до сумки Октая. Берхудар робить неочікуваний крок на очах у родини Октая.                             |   |                       |             |              |                   |
| 6 | 6 | «Епізод 6» «6. bölüm» | Онур Сайлак | Хакан Гюндай | 30 березня 2022   |
| Мерт дізнається про подвійне життя Октая. Берхудар прагне замінити йому батька. Октай зустрічає Ніл на незапланованій нічній вечірці.                                     |   |                       |             |              |                   |
| 7 | 7 | «Епізод 7» «7. bölüm» | Онур Сайлак | Хакан Гюндай | 30 березня 2022   |
| Сехер дізнається правду про Еґе. Ніл іде до лікаря разом з Октаєм і зустрічає там давнього знайомого. Берхудар знаходить лист Октая.                                      |   |                       |             |              |                   |
| 8 | 8 | «Епізод 8» «8. bölüm» | Онур Сайлак | Хакан Гюндай | 30 березня 2022   |
| Февзі говорить Октаю, що той соромить саму суть панк-року. Берхудар змушує Октая зізнатися в усьому своїй родині, але вони, здається, його не слухають.                   |   |                       |             |              |                   |